# Duan Yucai
Pour les articles homonymes, voir Duan.
Dans ce nom, le nom de famille, Duan, précède le nom personnel.
Duan Yucai (chinois : 段玉裁 ; pinyin : Duàn Yùcái ; EFEO : Tuan Yu-ts'ai), né en 1735 à Jintan, dans le Jiangsu, et décédé le 10 octobre 1815, est un écrivain chinois.

## Biographie
Son petit-fils est Gong Zizhen, poète de la dynastie Qing. 